# Tina Strobos
Tineke (Tina) Strobos (Amsterdam, 19 mei 1920 - Rye (New York), 27 februari 2012) was een Nederlandse verzetsstrijder.
Ze werd geboren als Tineke Buchter, dochter van Alphonse Buchter en Marie Schotte, en studeerde medicijnen. Als studente verborg ze samen met haar moeder Marie Schotte in de loop der tijd ruim 100 onderduikers, onder wie de socialist Henri Polak (vanaf de dag na de Duitse invasie), verzetsstrijder Johan Brouwer en kunstschilder Martin Monnickendam. De onderduikers verbleven korte tijd in Strobos' huis aan de Nieuwezijds Voorburgwal 282, maximaal vijf tegelijkertijd.
Alle onderduikers die door Strobos werden geholpen, bleven ook na het verblijf in het huis uit handen van de Duitsers. Als lid van het verzet vervoerde Strobos radio's, vervalste ze persoonsbewijzen en voedselbonnen, regelde ze onderduikadressen en verborg ze gestolen Duitse wapens in haar huis. In haar huis kwamen studenten die weigerden een loyaliteitsverklaring aan Hitler te tekenen bijeen voor studie. Strobos werd meerdere malen gearresteerd, maar er werd geen bewijs tegen haar gevonden.
In 1951 verhuisde ze met haar man Eric Strobos naar de Verenigde Staten, waar ze in New York studeerde op een Fulbright-beurs. Na haar studie was ze in de VS ook werkzaam was als kinderpsycholoog. In 1964 scheidde ze van Strobos. Ze hertrouwde in 1967 met de econoom Walter Chudson. 
Tina en haar moeder ontvingen in 1989 de Righteous Among the Nations Award van Jad Wasjem. In 2009 ging ze met pensioen en ontving ze een onderscheiding van het Holocaust and Human Rights Education Center.
Op 91-jarige leeftijd overleed ze in haar huis in Rye, New York, aan de gevolgen van borstkanker.

## Weetje
- Strobos was enige tijd verloofd met de natuurkundige en wetenschapshistoricus Abraham Pais.